# Örträsks socken
Örträsks socken ligger i Lappland, ingår sedan 1971 i Lycksele kommun och motsvarar från 2016 Örträsks distrikt.
Socknens areal är 482,30 kvadratkilometer, varav 467,40 land. År 2000 fanns här 403 invånare.  Kyrkbyn Örträsk med sockenkyrkan Örträsks kyrka ligger i socknen. 

## Administrativ historik
Örträsks församling bildades som kapellförsamling i Lycksele församling 1848 och bröts ut som egen kyrksocken 1888. Den 1 januari 1895 (enligt beslut den 8 mars 1894) utbröts Örträsk till egen jordebokssocken.
Örträsks landskommun utbröts ur Lycksele landskommun 1895. Landskommunen uppgick 1971 i Lycksele kommun. Församlingen uppgick i Lycksele församling 2006.
1 januari 2016 inrättades distriktet Örträsk, med samma omfattning som församlingen hade 1999/2000.
Socknen har tillhört fögderier, tingslag och domsagor enligt vad som beskrivs i artikeln Lappland.

## Geografi
Örträsks socken ligger kring Öreälven och Örträsksjön. Socknen är en bergig skogsbygd med höjder som i Svartliden i väster når 589 meter över havet.
Inom socknen finns mindre byar som Långsele, Vargträsk, Nyliden och Skarda samt ett stort antal kronotorp. Utflyttningen har varit mycket stor i modern tid.

## Fornlämningar
Drygt tio boplatser från stenåldern är funna och omkring 170 fångstgropar har påträffats.

## Namnet
Namnet kommer från kyrkbyn som i sin tur fått sitt namn av Örträsksjön, vilken i förleden har älvnamnet Öran. Efterleden är träsk, '(större) sjö'.

## Befolkningsutveckling
| Befolkningsutvecklingen i Örträsks socken 1860–1990 | Befolkningsutvecklingen i Örträsks socken 1860–1990 | Befolkningsutvecklingen i Örträsks socken 1860–1990 | Befolkningsutvecklingen i Örträsks socken 1860–1990 | Befolkningsutvecklingen i Örträsks socken 1860–1990 |
| --- | --------------------------------------------------- | --------------------------------------------------- | --------------------------------------------------- | --------------------------------------------------- |
| |                                                     |                                                     |                                                     |                                                     |
| År |                                                     |                                                     | Folkmängd                                           |                                                     |
| 1860 | 1860                                                |                                                     | 631                                                 |                                                     |
| 1870 | 1870                                                |                                                     | 749                                                 |                                                     |
| 1880 | 1880                                                |                                                     | 743                                                 |                                                     |
| 1890 | 1890                                                |                                                     | 789                                                 |                                                     |
| 1900 | 1900                                                |                                                     | 989                                                 |                                                     |
| 1910 | 1910                                                |                                                     | 1 124                                               |                                                     |
| 1920 | 1920                                                |                                                     | 1 233                                               |                                                     |
| 1930 | 1930                                                |                                                     | 1 226                                               |                                                     |
| 1940 | 1940                                                |                                                     | 1 231                                               |                                                     |
| 1950 | 1950                                                |                                                     | 1 238                                               |                                                     |
| 1960 | 1960                                                |                                                     | 1 227                                               |                                                     |
| 1970 | 1970                                                |                                                     | 895                                                 |                                                     |
| 1980 | 1980                                                |                                                     | 638                                                 |                                                     |
| 1990 | 1990                                                |                                                     | 515                                                 |                                                     |
| Anm: Perioden fram till 1880 avser kapellförsamlingen. Källor: Umeå universitet - Tabellverket 1749-1859, Demografiska databasen, CEDAR, Umeå universitet. |                                                     |                                                     |                                                     |                                                     |